# Matilde de Lacy (contessa di Gloucester)
Matilde de Lacy, VI contessa di Gloucester (Lincoln, 25 gennaio 1223 – tra il 1287 e il 10 marzo 1289), era figlia di Margaret de Lacy, II contessa di Lincoln, e di John de Lacy, barone di Pontefract.

## Biografia
Nacque all'inizio del 1223 da due grandi possidenti inglesi di origine normanna : Margherita di Quincy, II contessa di Lincoln, e Giovanni de Lacy, barone di Pontefract. Il fratello, Edmondo, morì in giovane età lasciando un figlio.

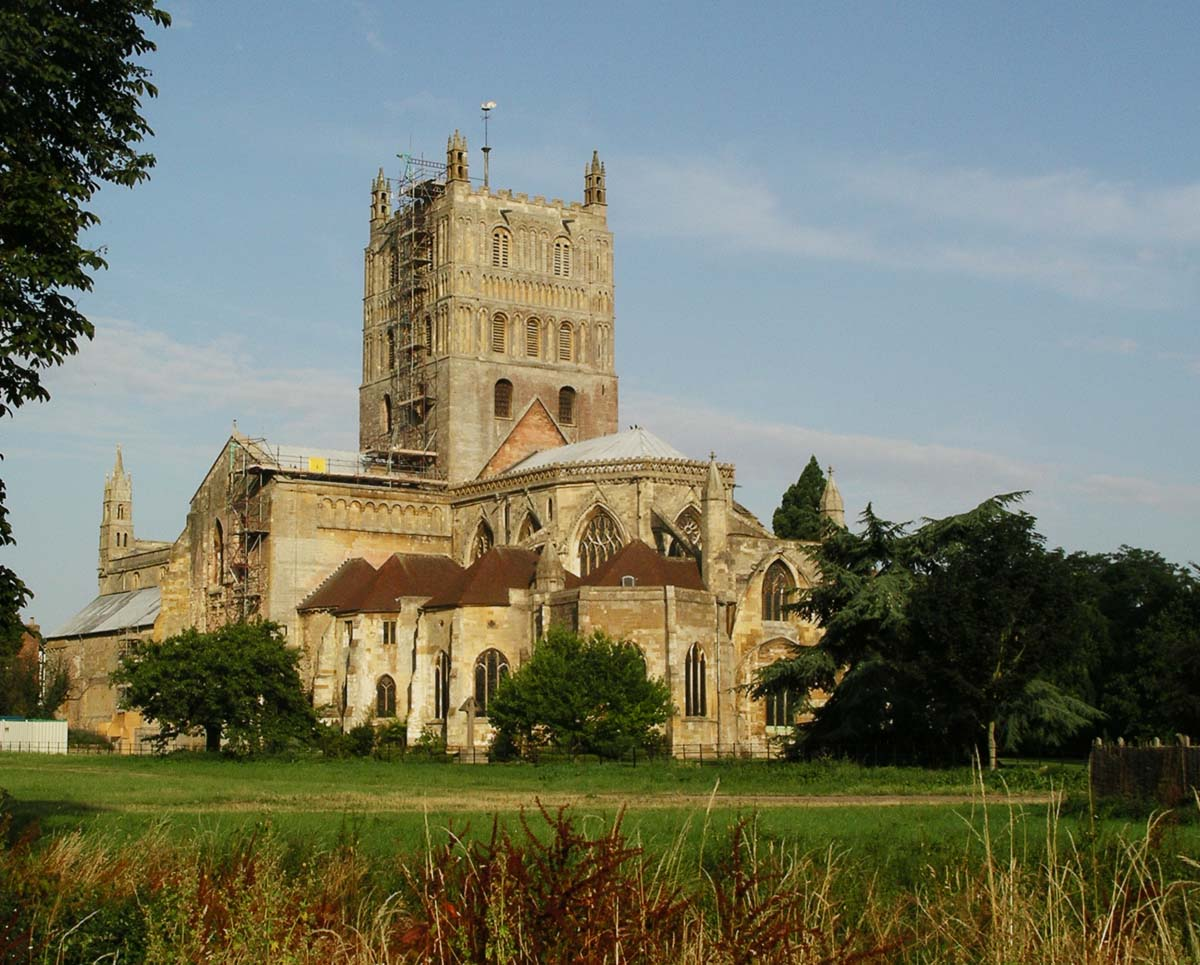
Abbazia di Tewkesbury

Il 25 gennaio 1238, giorno del suo quindicesimo compleanno, sposò Riccardo de Clare, VI conte di Gloucester e V conte di Hertford. L'autorizzazione alle nozze da parte del re fu ottenuta con l'esborso di una notevole somma di denaro da parte dei suoi genitori. Dopo la morte del padre, la madre si risposa con Walter Marshal, V conte di Pembroke la cui potenza e ricchezza mise a in ombra la figlia.
Nel 1245, alla morte del patrigno Walter Marshal, si accese con la madre una disputa per l'eredità del defunto, che era stato anche zio del marito di Matilde: il titolo di conte di Lincoln andò alla fine a Enrico de Lacy, figlio di suo fratello Edmondo.
Nel 1250 Matilde firmò un documento dove cedeva parte della sua dote alla nipote Isabella de Fortibus ed al marito di lei Guglielmo de Forz, IV conte di Albemarle: anni dopo quando la nipote rimase vedova, Matilde provò a riprendersi i beni, in particolare un castello nel Northamptonshire, sostenendo che non aveva voluto tale accordo. Tuttavia i documenti firmati di suo pugno, almeno per la Common Law, posero fine ad ogni discussione e il castello rimase alla nipote.
Il 15 luglio 1262 Matilde rimase vedova e commissionò per il marito una magnifica tomba nell'abbazia di Tewksbury e donò al priore di un'altra abbazia un maniero di sua proprietà.
Qualche anno più tardi fu coinvolta in una disputa con il figlio maggiore Gilberto di Clare circa la reale consistenza della sua dote. Nei suoi 27 anni di vedovanza Matilde venne citata in giudizio 33 volte e per altre 44 fu lei a chiedere la convocazione per questioni finanziarie con i suoi parenti, vicini o tenutari. Costruì diverse case religiose, e sostenne sempre con fervore la carriera ecclesiastica di suo figlio Bogo ottenendo per lui benefici e privilegi fino a renderlo uno degli uomini di chiesa più ricchi del paese.
Con il marito ebbe sette figli:
- Isabella di Clare (1240 - prima del 1271) sposò Guglielmo VII del Monferrato
- Gilberto di Clare, VII conte di Gloucester e VI conte di Hertford (2 settembre 1243 - 7 dicembre 1295) si sposò in prime nozze con Alice di Lusignano e in seconde con Giovanna Plantageneta figlia di re Edoardo I
- Tommaso de Clare, signore di Thomond (1245 circa - 29 agosto 1287)
- Bogo di Clare, cancelliere di Llandaff (21 luglio 1248 - 1294)
- Margherita di Clare, (1250 - 1312 o 1313), sposò Edmondo Plantageneto, II conte di Cornovaglia
- Rohese di Clare, (17 ottobre 1252 - dopo il 1316)
- Eglantina di Clare (1257 - 1257)

Morì fra il 1287 e il 10 marzo 1289.